# Yves Saint Laurent (película)
Yves Saint Laurent es un biopic dramático francés de 2014 dirigido por Jalil Lespert y coescrito con Jacques Fieschi, Jérémie Guez y Marie-Pierre Huster. La película está basada en la vida de Yves Saint Laurent desde 1958. Está protagonizada por Pierre Niney, Guillaume Gallienne, Charlotte Le Bon, Laura Smet, Marie de Villepin, Xavier Lafitte y Nikolai Kinski. La película abrió la sección Panorama edición 64 del Festival Internacional de Cine de Berlín en el renovado teatro Zoo Palast, con la presencia del director, reparto y Pierre Bergé. La película recibió siete nominaciones en la edición 40 de los Premios César, ganando el premio al Mejor actor para Pierre Niney.

## Sinopsis
Yves Saint Laurent y Pierre Bergé promueven la industria de la moda francesa y mantienen a sus amigos contra todas las adversidades.

## Reparto
- Pierre Niney como Yves Saint Laurent.
- Guillaume Gallienne como Pierre Bergé.
- Charlotte Le Bon como Victoire Doutreleau.
- Laura Smet como Loulou de la Falaise.
- Marie de Villepin como Betty Catroux.
- Xavier Lafitte como Jacques De Bascher.
- Nikolai Kinski como Karl Lagerfeld.
- Ruben Alves como Fernando Sánchez.
- Marianne Basler como Lucienne Saint-Laurent.
- Astrid Whettnall como Yvonne De Peyerimhoff.
- Anne Álvaro como Marie-Louise Bousquet.
- Michèle Garcia como Raymonde Zehnacker.
- Patrice Thibaud como Christian Dior.
- Amira Casar como Anne-Marie Munoz.
- Alexandre Steiger como Jean-Pierre Debord.
- Jean-Édouard Bodziak como Bernard Buffet.

## Producción
En marzo de 2013, The Weinstein Company adquiere los derechos de la película para distribuirla en los Estados Unidos, mientras Entertainment One hace lo propio en Reino Unido, los derechos de Australia y Benelux, incluyendo los derechos de distribución en Canadá.

### Filmación

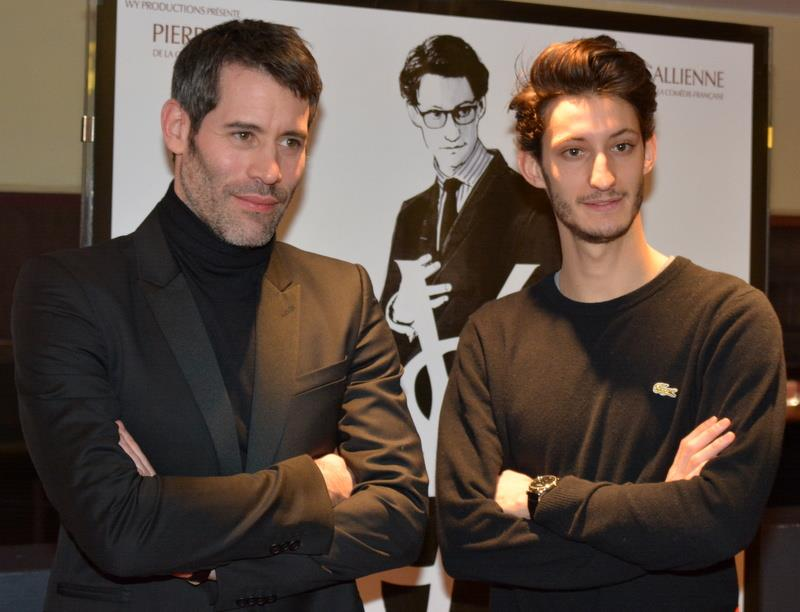
El director Jalil Lespert y el protagonista Pierre Niney en el estreno de la película en París.

La fotografía principal empezó en junio de 2013. Parte del rodaje se hizo con Bergé, quién envió «modelos a la pasarela para una reconstitución de la famosa colección Opéra Ballets Russes de 1976 de Saint Laurent, el cual fue filmado en el sitio en donde se realizó el desfile de modas original, el hotel Westin (anteriormente conocido como el InterContinental.)» la fundación de Bergé proporcionó la cinta de «la indumentaria de 1977 de sus archivos y permitió que Lespert filmara algunas escenas en su sede de la Avenida Marceau en París». Bergé «alabó la película de Lespert —basada en gran parte en la biografía que Laurence Benaïm realizó de las reminiscencias de Saint Laurent y Bergé en su libro Letters to Yves— por mostrar los demonios del diseñador». Bergé dijo: «hay detalles que no me gustan, pero eso de ninguna manera es importante. Tienes que tomar la película como es, como un todo».

## Recepción

### Respuesta crítica
Yves Saint Laurent recibió reseñas positivas y negativas. En el sitio web Rotten Tomatoes, tiene una aceptación de 43% con una media de 5.2/10, basada en reseñs de 60 críticos. El consenso dice: «Mientras presume de tener buenas actuaciones, Yves Saint Laurent es también decepcionantemente insulso y formulista — dado la deslumbrante reputación que tiene este tema». En Metacritic,  tiene una calificación de 51/100 (indicando «mixto o promedio»), basada en reseñas de 25 críticos.

## Premios y nominaciones
| Año  | Categoría               | Nominado            | Resultado |
| ---- | ----------------------- | ------------------- | --------- |
| 2015 | Mejor actor             | Pierre Niney        | Ganador   |
| 2015 | Mejor actriz secundaria | Charlotte Le Bon    | Nominada  |
| 2015 | Mejor actor secundario  | Guillaume Gallienne | Nominado  |
| 2015 | Mejor música original   | Ibrahim Maalouf     | Nominado  |
| 2015 | Mejor fotografía        | Thomas Hardmeier    | Nominado  |
| 2015 | Mejor vestuario         | Madeline Fontaine   | Nominada  |
| 2015 | Mejor decorado          | Aline Bonetto       | Nominada  |

| Año  | Categoría   | Nominado     | Resultado |
| ---- | ----------- | ------------ | --------- |
| 2015 | Mejor actor | Pierre Niney | Nominado  |

| Año  | Categoría   | Nominado     | Resultado |
| ---- | ----------- | ------------ | --------- |
| 2015 | Mejor actor | Pierre Niney | Ganador   |